# Kampé de Fériet函数
Kampé de Fériet函数是法兰西数学家Joseph Kampé de Fériet在1937年为推广广义超几何函数而创建的二元特殊函数，将同样是二元函数的阿佩尔超几何函数作为它的特殊情形，其定义如下：
{\displaystyle F_{r,s}^{p,q}\left({\begin{matrix}a_{1},\cdots ,a_{p}\colon b_{1},b_{1}{}';\cdots ;b_{q},b_{q}{}';\\c_{1},\cdots ,c_{r}\colon d_{1},d_{1}{}';\cdots ;d_{s},d_{s}{}';\end{matrix}}x,y\right)=\sum _{m=0}^{\infty }\sum _{n=0}^{\infty }{\frac {(a_{1})_{m+n}\cdots (a_{p})_{m+n}}{(c_{1})_{m+n}\cdots (c_{r})_{m+n}}}{\frac {(b_{1})_{m}(b_{1}{}')_{n}\cdots (b_{q})_{m}(b_{q}{}')_{n}}{(d_{1})_{m}(d_{1}{}')_{n}\cdots (d_{s})_{m}(d_{s}{}')_{n}}}\cdot {\frac {x^{m}y^{n}}{m!n!}}.}

## 应用
一般的六次方程可以通过Kampé de Fériet函数求解。
Kampé de Fériet函数也可以用来表示广义超几何函数对某个参数的导数，或是两到三个Meijer_G-函数的不定积分。（如同其他超几何函数一样，单个Meijer_G-函数的不定积分可以用自身表示）